# Ah les cons ! S'ils savaient

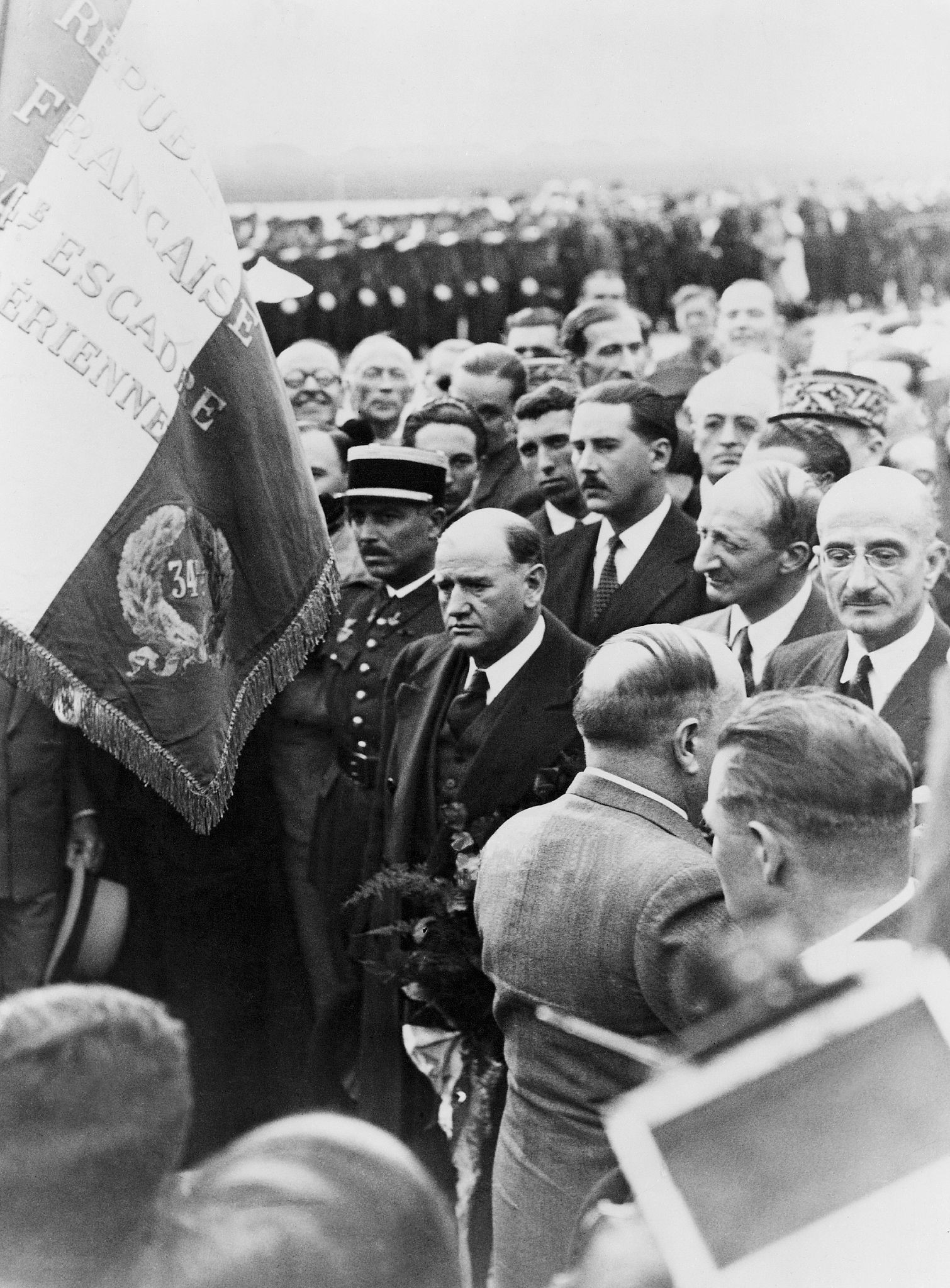
Édouard Daladier sur l'aérodrome du Bourget à son retour de Munich, le 30 septembre 1938, en compagnie de Georges Bonnet, ministre des affaires étrangères.

« Ah les cons ! S'ils savaient » ou plus simplement « Ah les cons ! » est une exclamation attribuée au président du Conseil Édouard Daladier. Il l'aurait prononcée en découvrant la foule venue l'acclamer sur le tarmac de l'aérodrome de Paris-Le Bourget, à sa sortie d'avion le 30 septembre 1938, après avoir signé les accords de Munich avec Adolf Hitler.

## Contexte historique

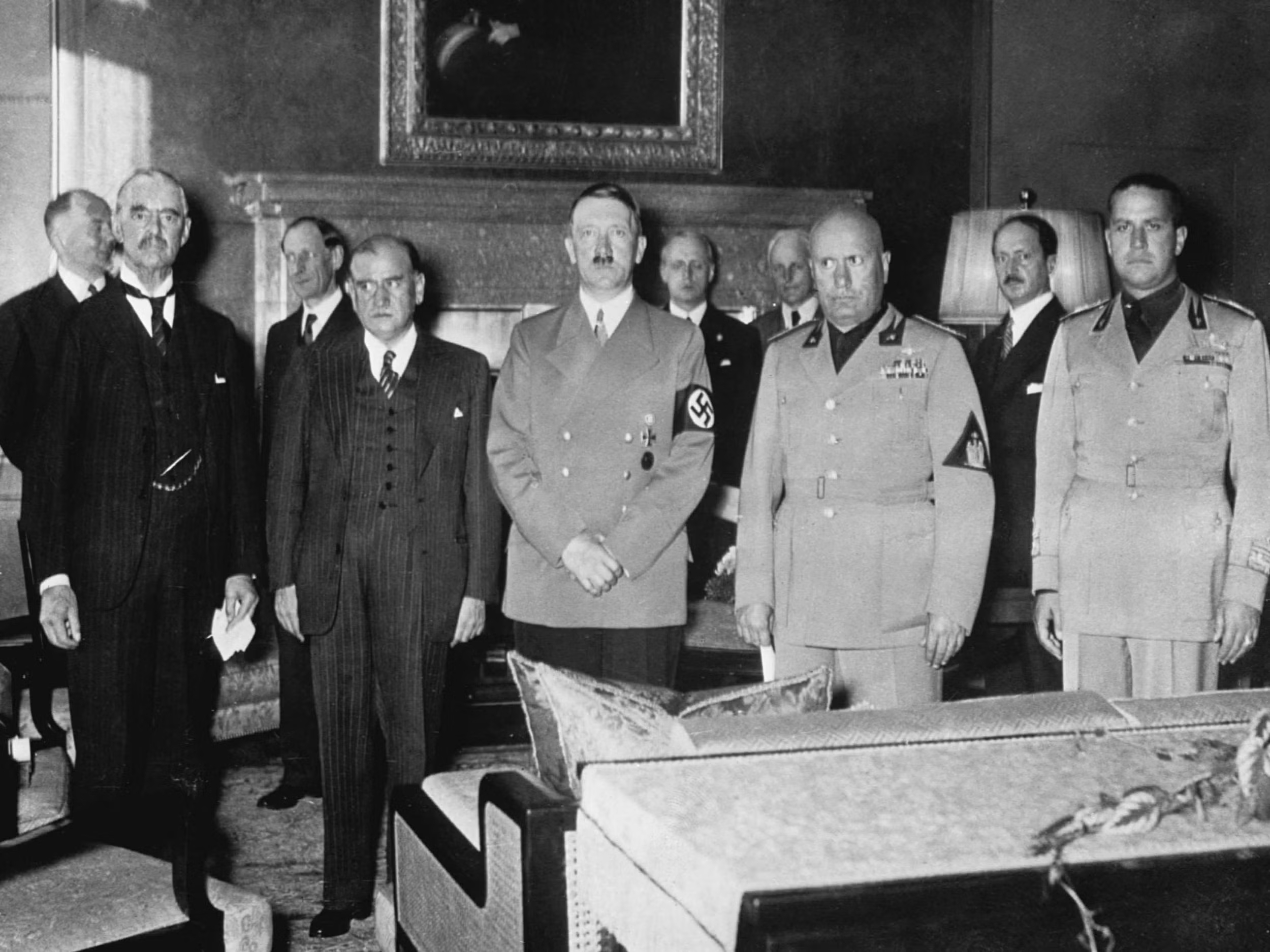
Alexis Leger accompagne Daladier lors de la négociation des accords de Munich le 29 septembre 1938. Il se trouve en arrière-plan, entre Mussolini et Ciano.

En septembre 1938, la guerre semble imminente. Afin d'éviter l'ouverture des hostilités entre, d'une part, le Royaume-Uni et la France, d'autre part, l'Allemagne nazie, la conférence de Munich qui est organisée du 29 au 30 septembre 1938 réunit Adolf Hitler, Édouard Daladier, Neville Chamberlain et Benito Mussolini (ce dernier s'était commis en intermédiaire). Cette rencontre semble être celle de la dernière chance.
Quelques semaines auparavant, le chancelier Hitler, invoquant le droit des peuples à disposer d'eux-mêmes, annonce qu'il annexera la région des Sudètes quoi qu'il arrive le 1er octobre 1938 en sachant parfaitement que cela équivaut à une déclaration de guerre avec la France et le Royaume-Uni, alliés de la Tchécoslovaquie. La France dirigée par le gouvernement Daladier ne souhaite pas entrer en guerre sans la présence du Royaume-Uni à ses côtés.

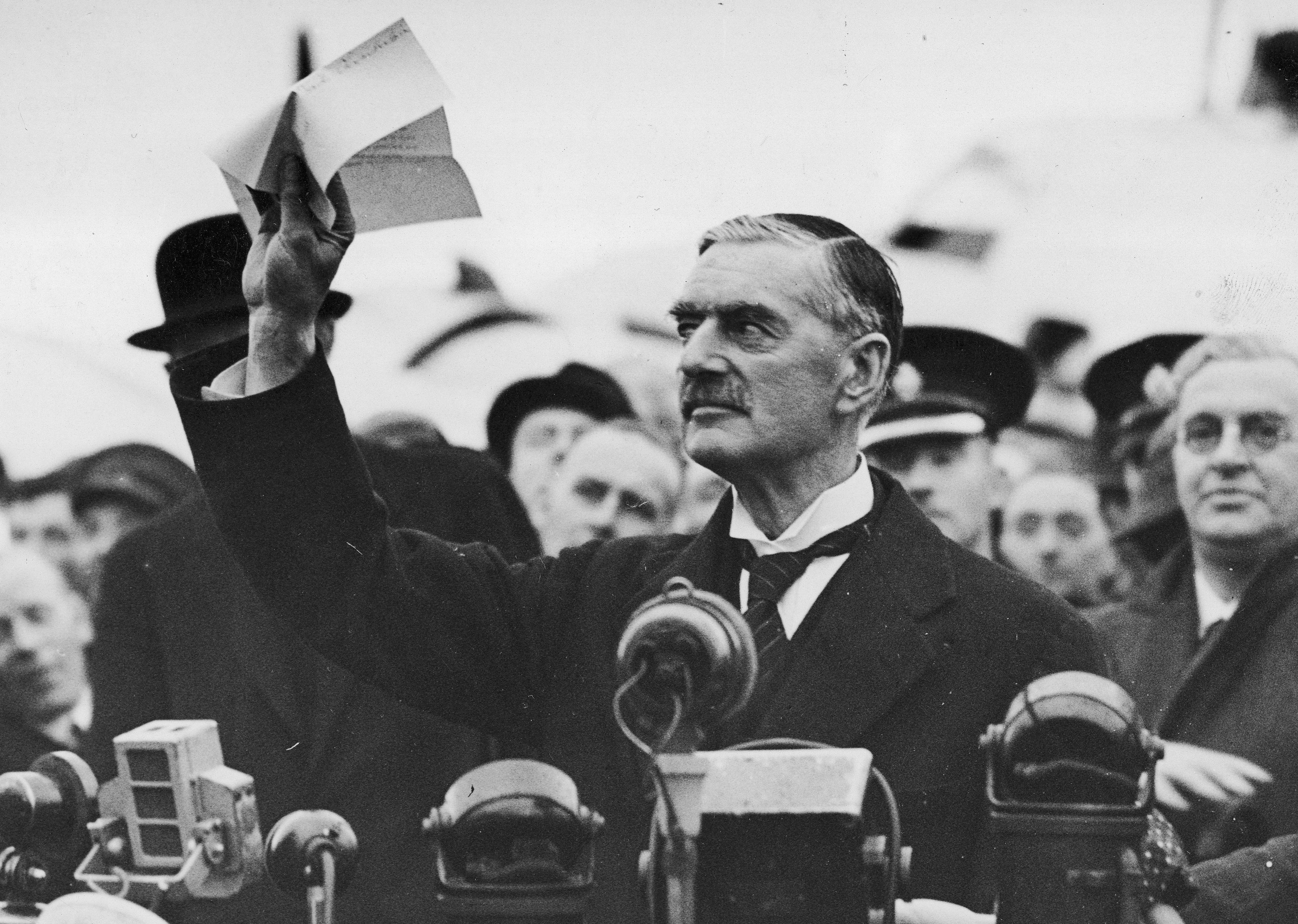
Le 30 septembre 1938, sur le tarmac de l'aéroport londonien de Heston, Neville Chamberlain brandit l'accord à son retour de Munich. Le même jour, au 10 Downing Street, il déclare : I believe it is peace for our time.

Le président du Conseil décide, dès lors, d'accepter de signer des accords dans cette même ville de Munich. Ceux-ci prévoient l'évacuation du territoire des Sudètes par les Tchèques avant le 10 octobre 1938 et son occupation progressive par les troupes allemandes et la rétrocession d'une partie de la Silésie à la Pologne. En échange, Hitler, manipulateur, assure que les revendications territoriales du Troisième Reich vont cesser. Quelques mois plus tard, le dictateur rompt sa promesse.
Le 30 septembre 1938, à sa sortie de l'avion bimoteur « le Poitou » l'ayant ramené à Paris, Daladier pense qu'il sera hué pour avoir cédé aux nazis. Or, à sa grande surprise, il est applaudi au Bourget, pour avoir « sauvé la paix ». Sa « mine défaite » contraste avec le « sourire radieux » affiché par son ministre des affaires étrangères, Georges Bonnet, dont la politique pacifiste est alors acclamée,.
L'attitude sceptique de Daladier et son analyse pessimiste de la situation contrastent semblablement avec la conduite de Neville Chamberlain le même jour à l'aéroport londonien de Heston, où le Premier ministre britannique brandit l'accord munichois. Parvenu au 10 Downing Street, il se laisse convaincre de se pencher par une fenêtre du premier étage de la résidence d'État pour déclarer à la foule : « Je crois que c'est la paix pour notre époque » (« I believe it is peace for our time »).

## Versions divergentes

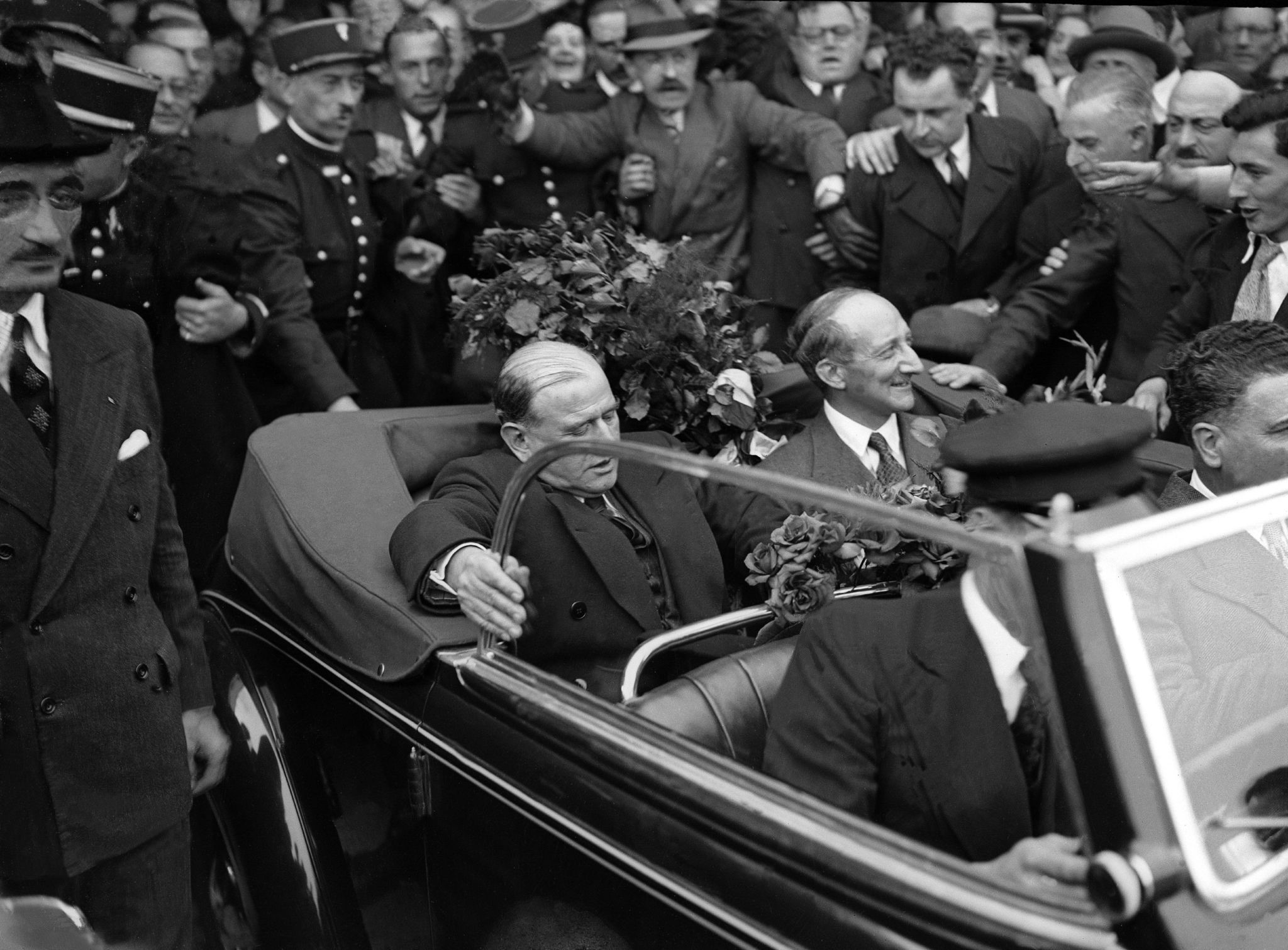
Le 30 septembre 1938, durant le trajet entre l'aérodrome du Bourget et le ministère de la Guerre sis à l'Hôtel de Brienne, la foule ovationne Daladier et Georges Bonnet installés à bord d'une Hotchkiss noire décapotable. Le sourire du ministre des Affaires étrangères contraste avec la mine sombre du président du Conseil.

Les termes exacts de la « petite phrase » d'Édouard Daladier diffèrent selon les auteurs.
Dans Le Sursis (1945), deuxième tome de son roman Les Chemins de la liberté, Jean-Paul Sartre dépeint la scène ainsi : Daladier et le diplomate Alexis Leger se trouvent à bord de leur avion en provenance de Munich lorsqu'ils distinguent une foule immense qui patiente sur le terrain d'atterrissage du Bourget. Le président du Conseil pense qu'elle veut lui « casser la gueule » mais il ajoute comprendre une telle réaction. Alexis Leger soupire : « Tout dépend du service d'ordre ». En descendant de la carlingue, « blême », Daladier se rend compte que toutes ces personnes, chargées de drapeaux et de bouquets, franchissent le cordon de police pour le congratuler. Stupéfait, il se tourne vers Leger en grommelant « les cons ! » à l'encontre de la foule en liesse,.
Dans ses Mémoires, Daladier dira de façon plus modérée : « Je m'attendais à recevoir des tomates et j’ai reçu des fleurs ».
Le diplomate Étienne de Crouy-Chanel, quant à lui, affirme avoir entendu distinctement l'exclamation de Daladier. En découvrant la foule enthousiaste sur l'aérodrome, le président du Conseil se serait tourné vers Alexis Leger en maugréant « Ces gens sont fous ! ». Crouy-Chanel soutient donc que la version « Ah les cons ! » est « fausse » car elle ne « cadre pas avec la situation. Nous n'accusions pas : nous ne comprenions pas ; c'est tout ».
Par ailleurs, en racontant ses souvenirs à Jean Lacouture en 1980-1981, Pierre Mendès France assure être allé voir Daladier au ministère de la Guerre peu après les accords de Munich. Reçus de toute la France, de multiples cadeaux s'entassent dans le salon attenant au bureau du président du Conseil : objets d'art, boîtes de cigare, bouquets, etc. Lorsque Mendès France l'interroge sur son sentiment relatif à ces « manifestations de gratitude et d'émotion populaire », Daladier se contente de hausser les épaules en rétorquant « Quels cons ! ».
En décembre 1990, Jean Daladier écrit que son père aurait prononcé la tirade au Bourget sous la forme concise de « Ah, les cons ! », en ajoutant : « Ils croient que je leur amène la paix ». En outre, le soir même du 30 septembre 1938, le président du Conseil aurait rétorqué à son jeune fils déçu de voir s'éloigner la perspective d'un conflit : « La guerre, sois tranquille, tu la feras et elle durera bien plus longtemps que tu ne le voudras »,. Dans un documentaire diffusé le 17 septembre 2008 sur Arte, Jean Daladier soutient encore l'authenticité de cette version de l'exclamation du Bourget.
L'historien Jean-François Sirinelli considère que « vraie ou pas, invention de romancier ou parole historique, l'anecdote est très significative. Daladier estime que ces Français qui l'acclament n'ont pas compris que la reculade de Munich est porteuse d'un immense danger que la conférence n'est pas parvenue à écarter ».